# Championnat de Yougoslavie de football 1965-1966
Navigation
Saison précédente Saison suivante
La saison 1965-1966 du Championnat de Yougoslavie de football est la trente-septième édition du championnat de première division en Yougoslavie. Les seize meilleurs clubs du pays prennent part à la compétition et sont regroupées en une poule unique où chaque formation affronte deux fois ses adversaires, à domicile et à l'extérieur. En fin de saison, les deux derniers du classement sont relégués et remplacés par les deux meilleures équipes de deuxième division.
C'est le club du FK Vojvodina Novi Sad qui remporte la compétition, en terminant en tête du classement final, avec huit points d'avance sur un duo composé du Dinamo Zagreb et du Velez Mostar. C'est le tout premier titre de champion de Yougoslavie de l'histoire du club.

## L'affaire Planinic
Bien que les événements en question se soient produits un an plus tôt, la saison 1965-1966 a été marquée par la révélation de matchs truqués, deux saisons auparavant. En août 1965, alors que la nouvelle saison a tout juste commencé, le FK Zeljeznicar, le Hajduk Split et le NK Trešnjevka ont été reconnus coupable d'avoir arrangé plusieurs matches durant la saison 1963-1964. Leur culpabilité a été fondée sur la déclaration écrite par Ranko Planinic, le gardien de but du Zeljeznicar, qui a décidé de tout avouer, 14 mois après les faits. Dans sa déposition, Planinic révèle que son club a arrangé les rencontres face à l'Hajduk Split et au NK Tresnjevka, disputés en fin de saison, afin d'aider ces deux équipes, menacées de relégation, de descendre en deuxième division. Planinic confirme que le match joué le 31 mai 1964 à Split où l'Hajduk a battu le Željezničar 4 buts à 0 a été arrangé tout comme le match du 7 juin 1964 à Sarajevo où le Zeljeznicar et Tresnjevka se sont séparés sur un match nul 3-3. Planinic gardait les buts du club de Sarajevo lors de ces deux rencontres.

Ce témoignage explosif a fait naître un scandale national qui a pris le nom d'« affaire Planinic ». Plusieurs fois dans le passé, le championnat yougoslave a été en proie à des rumeurs et suspicions de matchs arrangés, mais c'est là la première fois qu'un joueur révèle publiquement une tricherie avérée.
Le 27 août 1965, le comité de discipline de la fédération yougoslave, présidée par Svetozar Savić a requis les sanctions suivantes :
- Les trois clubs impliqués (FK Željezničar Sarajevo, Hajduk Split et NK Trešnjevka) sont immédiatement relégués en deuxième division yougoslave.
- Tous les dirigeants du FK Željezničar, y compris le président du club Nusret Mahić sont interdits à vie d'exercer toute fonction officielle liée au football.
- L'entraîneur principal du FK Željezničar au moment des faits, Vlatko Konjevod, est radié à vie.
- Les deux joueurs du FK Željezničar, Ivica Osim et Mišo Smajlović, sont suspendus pour la saison entière.
- Tous les dirigeants du Hajduk Split, y compris le président du club Josip Kosto, sont interdits à vie d'exercer toute fonction officielle liée au football.
- L'entraîneur principal du Hajduk Split, au moment des faits, Milovan Ćirić, est radié à vie.
- Deux membres du conseil d'administration du NK Tresnjevka sont suspendus à vie d'exercer toute fonction officielle liée au football.
- Le président du NK Tresnjevka du président du club, Ivan Bačun et le directeur technique du club, Marjan Matančić, sont engagés dans des poursuites disciplinaires.
- Le secrétaire général du Dinamo Zagreb, Oto Hofman est suspendu à vie pour avoir agi comme intermédiaire entre le Željezničar et le NK Tresnjevka.

Le président du comité de discipline a également révélé que Željezničar a reçu 1,5 million de YUM par Hajduk Split et 4 millions de YUM par Tresnjevka. À titre de comparaison, un journal à l'époque coûtait 40 YUM.

En appel, la peine principale pour les trois clubs a été réduite à des points de pénalité pour la saison en cours : le Željeznicar, l'Hajduk Split et le NK Tresnjevka se voient retirés respectivement 6, 5, et 5 points.

En raison de l'absence de deux de leurs meilleurs joueurs, le FK Željezničar a lutté toute la saison pour éviter la descente. En fin de saison, afin de pouvoir disputer les derniers matchs, cruciaux pour le maintien, Ivica Osim a été autorisé à revenir sur le terrain et a ainsi pu éviter au Zeljeznicar la relégation. Le but d'Osim contre le FK Radnicki Nis est ainsi gravé dans les mémoires des supporters pour avoir permis au club de rester en première division.

Malgré une part active importante dans les deux matchs arrangés, le révélateur de cette affaire, Ranko Planinic, n'a jamais reçu aucune sanction.

## Les clubs participants
| - Partizan Belgrade - Dinamo Zagreb - FK Étoile rouge de Belgrade - Hajduk Split - FK Vojvodina Novi Sad - NK Rijeka - FK Radnicki Nis - NK Trešnjevka | - Velez Mostar - NK Zagreb - OFK Belgrade - FK Vardar Skopje - FK Sarajevo - FK Željezničar Sarajevo - FK Radnički Jugopetrol Belgrade - Promu de D2 - Olimpija Ljubljana - Promu de D2 |

## Compétition

### Classement
Le classement est effectué en utilisant le barème classique (victoire à 2 points, match nul un point, défaite zéro point).
| Rang | Équipe                              | Pts | J  | G  | N  | P  | Bp | Bc | Diff |
| ---- | ----------------------------------- | --- | -- | -- | -- | -- | -- | -- | ---- |
| 1    | FK Vojvodina Novi Sad               | 43  | 30 | 17 | 9  | 4  | 53 | 28 | +25  |
| 2    | Dinamo Zagreb                       | 35  | 30 | 13 | 9  | 8  | 49 | 35 | +14  |
| 3    | Velez Mostar                        | 35  | 30 | 14 | 7  | 7  | 48 | 37 | +11  |
| 4    | NK Rijeka                           | 32  | 30 | 14 | 6  | 8  | 46 | 40 | +6   |
| 5    | Étoile rouge de Belgrade            | 31  | 30 | 12 | 7  | 11 | 54 | 54 | 0    |
| 6    | OFK Belgrade (C)                    | 30  | 30 | 10 | 10 | 10 | 58 | 50 | +8   |
| 7    | FK Radnicki Nis                     | 29  | 30 | 10 | 9  | 11 | 44 | 35 | +9   |
| 8    | Olimpija Ljubljana (P)              | 29  | 30 | 11 | 7  | 12 | 43 | 47 | -4   |
| 9    | FK Sarajevo                         | 29  | 30 | 10 | 9  | 11 | 40 | 44 | -4   |
| 10   | FK Vardar Skopje                    | 24  | 30 | 12 | 4  | 14 | 47 | 44 | +3   |
| 11   | FK Partizan Belgrade (T)            | 28  | 30 | 10 | 8  | 12 | 45 | 47 | -2   |
| 12   | FK Željezničar Sarajevo -6          | 26  | 30 | 12 | 8  | 10 | 35 | 36 | -1   |
| 13   | Hajduk Split -5                     | 25  | 30 | 11 | 8  | 11 | 45 | 37 | +8   |
| 14   | NK Zagreb                           | 25  | 30 | 9  | 7  | 14 | 39 | 58 | -19  |
| 15   | FK Radnički Jugopetrol Belgrade (P) | 25  | 30 | 7  | 11 | 12 | 32 | 53 | -21  |
| 16   | NK Trešnjevka -5                    | 13  | 30 | 6  | 6  | 18 | 41 | 74 | -33  |

|  | Qualification pour la Coupe d'Europe des clubs champions 1966-1967                                |
|  | Qualification pour la Coupe des Coupes 1966-1967                                                  |
|  | Qualification pour la Coupe des villes de foires 1966-1967                                        |
|  | Qualification pour la Coupe Mitropa 1966                                                          |
|  | Qualification pour la Coupe des Balkans 1966-1967                                                 |
|  | Relégation directe en deuxième division                                                           |
|  | (T) : Tenant du titre (C) : Vainqueur de la Coupe de Yougoslavie (P) : Promu de deuxième division |

- Le FK Étoile rouge de Belgrade est également qualifié pour la Coupe Mitropa 1966.

## Bilan de la saison
| Championnat de Yougoslavie de football 1965-1966                        |                                   |
| Champion                                                                | FK Vojvodina Novi Sad (1er titre) |
| Coupes et trophées                                                      |                                   |
| Vainqueur de la Coupe de Yougoslavie 1965-1966                          | OFK Belgrade                      |
| Qualifications continentales                                            |                                   |
| Coupe d'Europe des clubs champions 1966-1967                            | FK Vojvodina Novi Sad             |
| Coupe des Coupes 1966-1967                                              | OFK Belgrade                      |
| Coupe des villes de foires 1966-1967                                    | Dinamo Zagreb                     |
| Coupe des villes de foires 1966-1967                                    | Olimpija Ljubljana                |
| Coupe des villes de foires 1966-1967                                    | FK Étoile rouge de Belgrade       |
| Coupe Mitropa 1966                                                      | FK Sarajevo                       |
| Coupe Mitropa 1966                                                      | FK Étoile rouge de Belgrade       |
| Promotions et relégations                                               |                                   |
| Promus en Prva Liga                                                     | FK Sutjeska Niksic                |
| Promus en Prva Liga                                                     | NK Čelik Zenica                   |
| Relégués en Championnat de Yougoslavie de football de deuxième division | FK Radnički Jugopetrol Belgrade   |
| Relégués en Championnat de Yougoslavie de football de deuxième division | NK Trešnjevka                     |